# Zhao Lusi
Zhao Lusi (chinês: 赵露思, pinyin: Zhào Lùsī; Chengdu, 09 de novembro de 1998), também conhecida como Rosy Zhao, é uma atriz, cantora e modelo chinesa. Tornou-se popular por seus papéis em The Romance of Tiger and Rose, Ó, Meu Imperador, Namoro na Cozinha e Love of Thousand Years.

## Carreira

### Início
Zhao entrou na indústria do entretenimento ao participar da seleção do programa musical Super Girl 2016, transmitido pela Hunan TV. Neste mesmo ano, foi chamada para participar  da segunda temporada do programa 火星情报局2 (pinyin: Huǒxīng qíngbào jú 2, lit. ‘Agência de Inteligência de Marte 2’) como integrante do elenco, participando também da terceira temporada (2017).
Em 2017, Zhao foi chamada para participar do drama Cinderella Chef, fazendo sua estreia como atriz. Ainda em 2017, Zhao fez uma participação especial no filme City of Rock como a enfermeira que cuidava do personagem do ator Fan Wei.

### Ascensão
Em 2018, Zhao chamou atenção por seu papel como coadjuvante no drama de romance histórico Untouchable Lovers. Ainda em 2018, a atriz teve seu primeiro papel como protagonista no drama histórico e de viagem no tempo Oh! My Emperor. A série chamou a atenção dos internautas, o que levou ao reconhecimento de Zhao. Zhao recebeu o prêmio Artista com Potencial, em votação pela internet, no Golden Bud - Terceiro Festival de Cinema e Televisão em Rede.
Em 2019, Zhao interpretou a protagonista do filme romântico Autumn Fairytale, baseado na série de televisão sul-coreana Autumn in My Heart. No mesmo ano, a atriz estrelou no drama musical I Hear You, no drama de fantasia de época Prodigy Healer e no drama de romance histórico Love Better Than Immortality.
Em 2020, Zhao estrelou o drama de romance xianxia Love of Thousand Years, como uma princesa que busca vingança por seu reino caído. Zhao então estrelou o drama de romance histórico The Romance of Tiger and Rose vivendo uma roteirista que tenta sobreviver depois de ficar presa em seu próprio roteiro. A série foi um sucesso e recebeu elogios por seu enredo. No mesmo ano, ela estrelou o drama romântico Namoro na Cozinha, interpretando um chef peculiar.
Em 2021, Zhao estrelou como a segunda protagonista feminina na série histórica The Long Ballad, atuou como a protagonista na comédia romântica Please Feel at Ease Mr. Ling e estrelou o drama de época A Female Student Arrives at the Imperial College.
Em 2022, Zhao estrela Who Rules The World ao lado do ator Yang Yang. Em 2023 protagonizou o dorama Hidden love ao lado de Chen Zheyuan, o dorama foi um sucesso.

## Filmografia

### Cinema
| Ano  | Título            | Título Original | Papel      | Notas / Ref. |
| ---- | ----------------- | --------------- | ---------- | ------------ |
| 2017 | City of Rock      | 缝纫机 乐队     | Enfermeira | [ 6 ]        |
| 2019 | Autumn Fairy Tale | 蓝色生死恋      | Enxi       | [ 13 ]       |

### Séries de televisão
| Ano  | Título                                           | Título Original       | Papel           | Notas / Ref.           |
| ---- | ------------------------------------------------ | --------------------- | --------------- | ---------------------- |
| 2018 | Untouchable Lovers                               | 凤 囚 凰              | Ma Xueyun       | [ 8 ]                  |
| 2018 | Cinderella Chef                                  | 萌 妻 食神            | Liu Yiyi        | [ 5 ]                  |
| 2018 | Oh! My Emperor                                   | 哦！ 我 的 皇帝 陛下  | Luo Feifei      | [ 10 ]                 |
| 2019 | I Hear You                                       | 动听 的 事            | Bei Erduo       | [ 14 ]                 |
| 2019 | Prodigy Healer                                   | 青 囊 传              | Ye Yunshang     | [ 15 ]                 |
| 2019 | Love Better Than Immortality                     | 天雷 一部 之 春花秋月 | Chun Hua        | [ 16 ]                 |
| 2020 | Love of Thousand Years                           | 三千 鸦 杀            | Qin Chuan       | [ 17 ]                 |
| 2020 | The Romance of Tiger and Rose                    | 传闻 中 的 陈 芊芊    | Chen Xiaoqian   | [ 18 ]                 |
| 2020 | Namoro na Cozinha                                | 我，喜欢你            | Gu Shengnan     | [ 20 ]                 |
| 2021 | The Long Ballad                                  | 长 歌行               | Lin Leyan       | [ 21 ]                 |
| 2021 | Please Feel At Ease Mr. Ling                     | 一不小心 捡到 爱      | Gu Anxin        | [ 22 ]                 |
| 2021 | A Female Student Arrives at the Imperial College | 国子监来了个女弟子    | Sang Qi         | Estreia em 22/09/2021. |
| 2022 | Who Rules The World                              | 且试天下              | Bai Fengxi      | [ 24 ] [ 26 ]          |
| 2022 | Love Like The Galaxy                             | 星汉灿烂 月升沧海     | Cheng Shaoshang |                        |
| 2022 | Hu Tong                                          | 胡同                  | Tian Zao        |                        |
| 2023 | Gen Z                                            | 后浪                  | Sun Toutou      |                        |
| 2023 | Hidden Love                                      | 偷偷藏不住            | Sang Zhi        |                        |
| TBA  | The Last Immortal                                | 神隐                  | A Yin/ Feng Yin |                        |

### Programas de Variedades
| Ano  | Título     | Título Original | Papel                   | Notas/Ref.  |
| ---- | ---------- | --------------- | ----------------------- | ----------- |
| 2016 | Super Girl | 超级女声        | Participante da seleção | [ 2 ] [ 1 ] |
| 2016 | -          | 火星情报局2     | Integrante do elenco    | [ 2 ] [ 3 ] |
| 2017 | -          | 火星情报局3     | Integrante do elenco    | [ 4 ]       |

## Discografia
| Ano  | Título em Inglês             | Título Original  | Trabalho                                        | Notas                               |
| ---- | ---------------------------- | ---------------- | ----------------------------------------------- | ----------------------------------- |
| 2018 | "Love Drops into the River"  | 好像掉进爱情海里 | Trilha Sonora de Oh! My Emperor                 | Versão solo & dueto com Gu Jiacheng |
| 2019 | "Love Brain Young Girl"      | 恋爱脑少女       | Trilha Sonora de Spring Flower, Autumn Moon OST |                                     |
| 2020 | "Time"                       | 时光话           | Trilha Sonora de The Romance of Tiger and Rose  |                                     |
| 2020 | "Necessary Lessons of Youth" | 青春必修课       |                                                 | Com Lu Yupeng                       |
| 2020 | "I Like You"                 | 我喜欢你         | Trilha Sonora de Namoro na Cozinha              |                                     |

## Prêmios e indicações
| Ano  | Prêmio                                                              | Categoria                                      | Indicação                     | Resultado | Ref.          |
| ---- | ------------------------------------------------------------------- | ---------------------------------------------- | ----------------------------- | --------- | ------------- |
| 2019 | Golden Bud - Terceiro Festival de Cinema e Televisão em Rede        | Prêmio Artista com Potencial (voto do público) | Oh! My Emperor                | Venceu    | [ 12 ]        |
| 2020 | 7ª Cerimônia de Premiação dos Atores da China (Wenrong Award)       | Melhor Atriz (Série da Web)                    | The Romance Of Tiger And Rose | Venceu    | [ 29 ] [ 30 ] |
| 2020 | 29º Prêmio Huading                                                  | Prêmio Melhor Revelação                        | The Romance Of Tiger And Rose | Indicado  |               |
| 2020 | 29º Prêmio Huading                                                  | Melhor Atriz                                   | The Romance Of Tiger And Rose | Indicado  |               |
| 2020 | Festival de Cinema e TV Chineses de Hengdian                        | Melhor Atriz                                   | The Romance Of Tiger And Rose | Venceu    |               |
| 2020 | Tencent Video All Star Awards 2020                                  | Atores Revelação do Ano                        | The Romance Of Tiger And Rose | Venceu    |               |
| 2021 | 2nd People's Daily Digital Communication and Fusion Screen Ceremony | Atriz Dinâmica                                 | N/A                           | Venceu    |               |
| 2021 | Douyin Star Night 2021                                              | Artista Brilhante do Ano                       | N/A                           | Venceu    |               |